# Pulu Beruang
Pulu Beruang is een bestuurslaag in het regentschap Ogan Komering Ilir van de provincie Zuid-Sumatra, Indonesië. Pulu Beruang telt 788 inwoners (volkstelling 2010).